# Personaggi dei Muppet

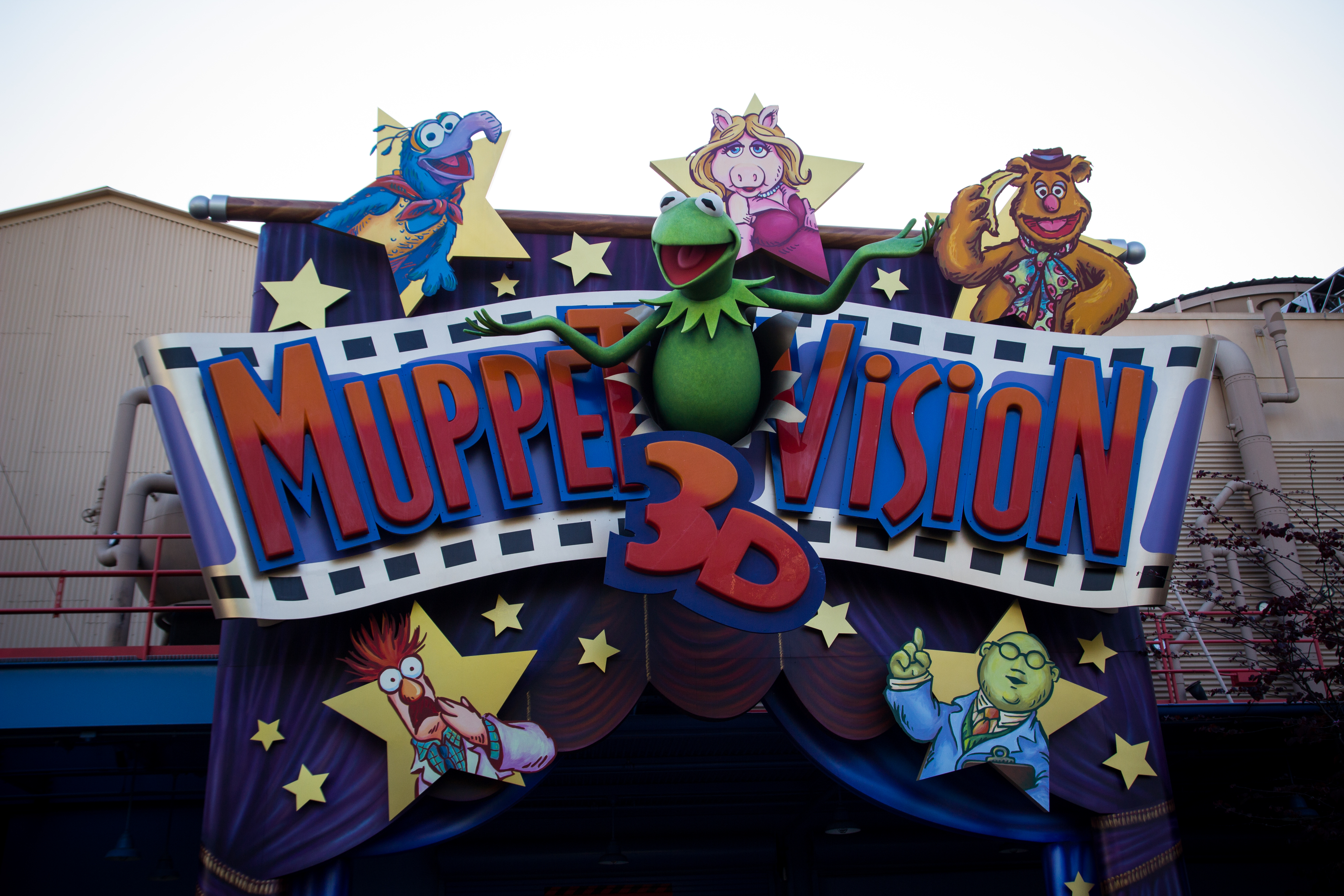
Insegna del Muppet*Vision 3D su cui sono raffigurati alcuni dei Muppet più noti. Al centro: Kermit; dall'alto in senso orario: Miss Piggy, Fozzie, Bunsen, Beaker e Gonzo

Questa è la lista, non esaustiva, dei personaggi dei Muppet, burattini ideati da Jim Henson negli anni 1950 e apparsi in programmi e serie televisive, film, e altri media.

## Personaggi principali

### Kermit la rana
Una rana seria e pragmatica, protagonista e leader dei Muppet. Creato da Jim Henson e introdotto nel 1955 su Sam and Friends, Kermit è il volto del franchise, ed è comparso nella maggior parte dei media dedicati ai Muppet, fra cui il Muppet Show, di cui è il conduttore.

### Miss Piggy
Una maialina capricciosa, prepotente ed esigente, ma dal carattere molto forte, ex compagna di Kermit e stella del mondo dello spettacolo. Progettata e costruita da Bonnie Erickson, Miss Piggy esordisce in uno speciale televisivo di Herb Alpert nel 1974, dove è stata interpretata da Jerry Nelson.

### Fozzie
Un orso insicuro e comico impacciato. Creato da Michael K. Frith, viene introdotto nel Muppet Show.

### Gonzo
Un eccentrico alieno blu dal naso adunco appassionato di acrobazie inizialmente ignaro della sua provenienza. Compare per la prima volta in The Great Santa Claus Switch mentre nel film I Muppets venuti dallo spazio scopre le sue vere origini.

### Rowlf
Un cane pianista calmo e tranquillo apparso per la prima volta in una serie di spot della Purina Dog Chow e poi come spalla di Jimmy Dean nel suo The Jimmy Dean Show. Ideato da Jim Henson, Rowlf sarebbe, secondo quanto ha dichiarato Finch in un suo elogio, "il primo personaggio a tutto tondo interpretato da Jim Henson", nonché "che ha sempre i piedi per terra, con un senso dell'umorismo pungente, ma che sa essere auto-ironico". Il personaggio è stato ideato da Don Sahlin.

### Scooter
Il fedele direttore di scena e tuttofare del Muppet Theater. Scooter esordisce durante la prima stagione del Muppet Show. ed è stato progettato da Michael K. Frith. Nel primo episodio si scopre che suo zio è il proprietario del teatro dove i Muppet si esibiscono.

### Animal
Il batterista selvaggio e frenetico dei Dr. Denti e gli Electric Mayhem. Christopher Finch definisce Animal "la rappresentazione definitiva di una lunga serie di Muppet che personificano l'appetito sfrenato". Animal è stato progettato da Jim Henson e costruito da Dave Goelz ed esordisce su The Muppet Show: Sex and Violence.

### Pepe il Re dei Gamberi
Un gambero spagnolo sfacciato e intrigante. Pepe è apparso per la prima volta al Muppets Tonight, dove in cui lavora assieme a un elefante di nome Seymour come cuoco e addetto all'ascensore. Dopo essere nuovamente riapparso nel film I Muppets venuti dallo spazio, Pepe è diventato il testimonial di alcuni spot pubblicitari della Long John Silver's del 2002.

### Rizzo il ratto
Un ratto marrone beffardo apparso per la prima volta durante la quarta stagione del Muppet Show. In Jim Henson's Muppets from Space: The Making of Muppet Movie Magic, Rizzo viene definito "il tipico soggetto sarcastico che potresti incontrare a New York". Viene doppiato da Steve Whitmire e in italiano da Claudio Insegno (voce principale), Paolo Torrisi (in I Muppets alla conquista di Broadway) e Luigi Ferraro (in Muppet Babies e A Muppets Christmas: Letters To Santa).

### Walter
Un Muppet antropomorfo timido e tenero e fan sfegatato dei Muppet. Walter è apparso per la prima volta nel film I Muppet dove, grazie all'aiuto di suo fratello maggiore Gary e la ragazza di quest'ultimo Mary, aiuta Kermit a sgominare il tentativo di un magnate petrolifero di radere al suolo il teatro dei Muppet. Il personaggio riappare in Muppets 2 - Ricercati e in "Ecco i Muppet" ove ha un ruolo minore. Viene doppiato da Jason Segel e in lingua italiana da Davide Perino.

## Personaggi secondari e minori

### Dr. Denti e gli Electric Mayhem
Una house band di musica rock composta dal Dr. Denti, il leader, cantante e tastierista della band; Floyd Pepper, il cinico bassista hippie; Janice, la chitarrista e figlia dei fiori; Zoot, il sassofonista taciturno e rilassato; Animal, il batterista folle, e il trombettista Lips, entrato nel gruppo solo durante la quinta stagione del Muppet Show. Diversi personaggi si sono esibiti con gli Electric Mayhem fra cui Rowlf, che ha suonato il pianoforte con loro in molte occasioni, Rizzo, che ha usato i piatti nell'episodio Paul Simon, Beaker alla voce nell'episodio Diana Ross, Scooter nel film The Muppet, e Clifford in The Muppets at Walt Disney World.

### Dott. Bunsen Honeydew

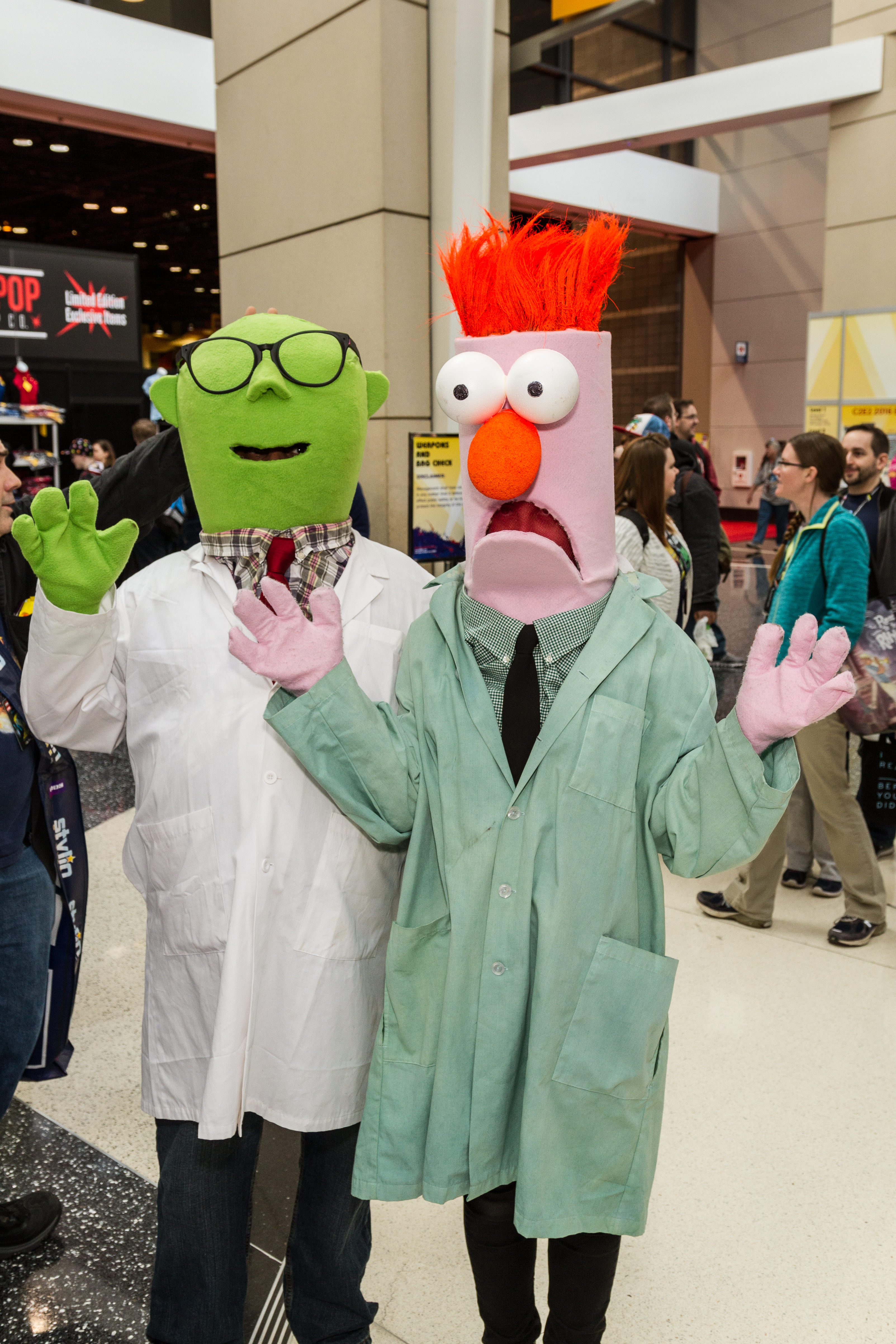
Cosplayer di Bunsen e Beaker

Uno scienziato inventivo, ma distratto. Lo si vede spesso eseguire esperimenti scientifici e creare nuove invenzioni che spesso hanno esiti disastrosi e si ritorcono contro il suo assistente Beaker. Bunsen esordisce durante la prima stagione del Muppet Show.

### Beaker
Lo sfortunato assistente di laboratorio di Bunsen. Beaker è spesso vittima degli esperimenti del dottore, a causa dei quali si ferisce gravemente. Egli esordisce durante la seconda stagione del Muppet Show divenendo la spalla comica del duo.

### Sam l'aquila
Un'aquila blu pomposa, che vuole educare gli altri Muppet al patriottismo negli USA e alla disciplina. Il critico Jordan Schildcrout descrive Sam come "un incrocio tra lo zio Sam e l'aquila calva (simbolo nazionale degli Stati Uniti) con un pizzico di Richard Nixon. Rappresenta un puritanesimo nazionalista e conservatore che lo rende snob." Sam è stato progettato da Jim Henson e costruito da Don Sahlin. Esordisce in The Muppet Show: Sex and Violence.

### Statler e Waldorf

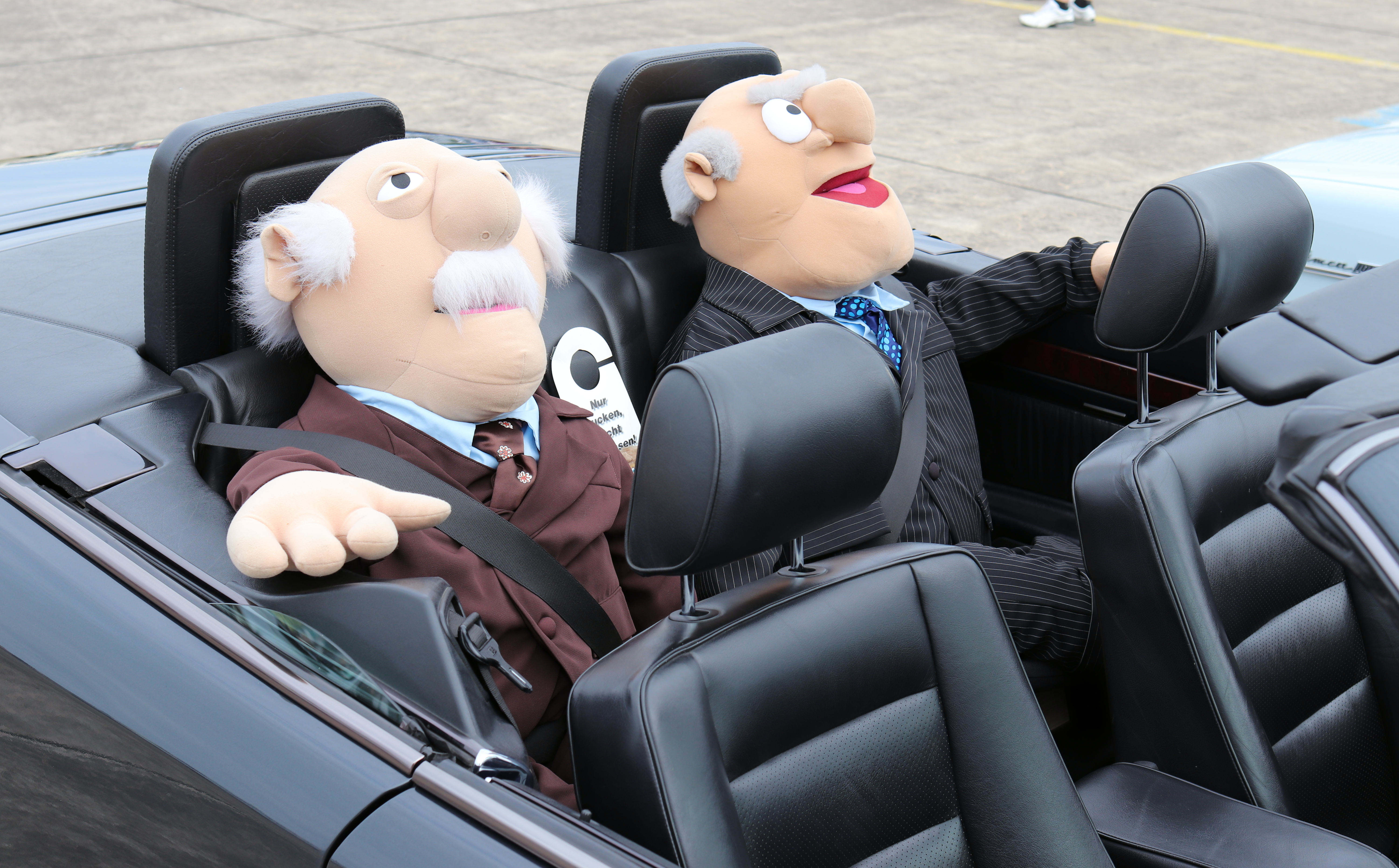
Statler (a destra) e Waldorf (a sinistra)

Due signori anziani e sarcastici che deridono costantemente i Muppet mentre assistono ai loro spettacoli. Statler e Waldorf prendono il nome da due dei più noti alberghi di New York: lo Statler Hilton e il Waldorf-Astoria. I due esordiscono in The Muppet Show: Sex and Violence per poi apparire in varie puntate del Muppet Show, ove sono sempre seduti su una balconata sopraelevata.

### Cuoco Svedese

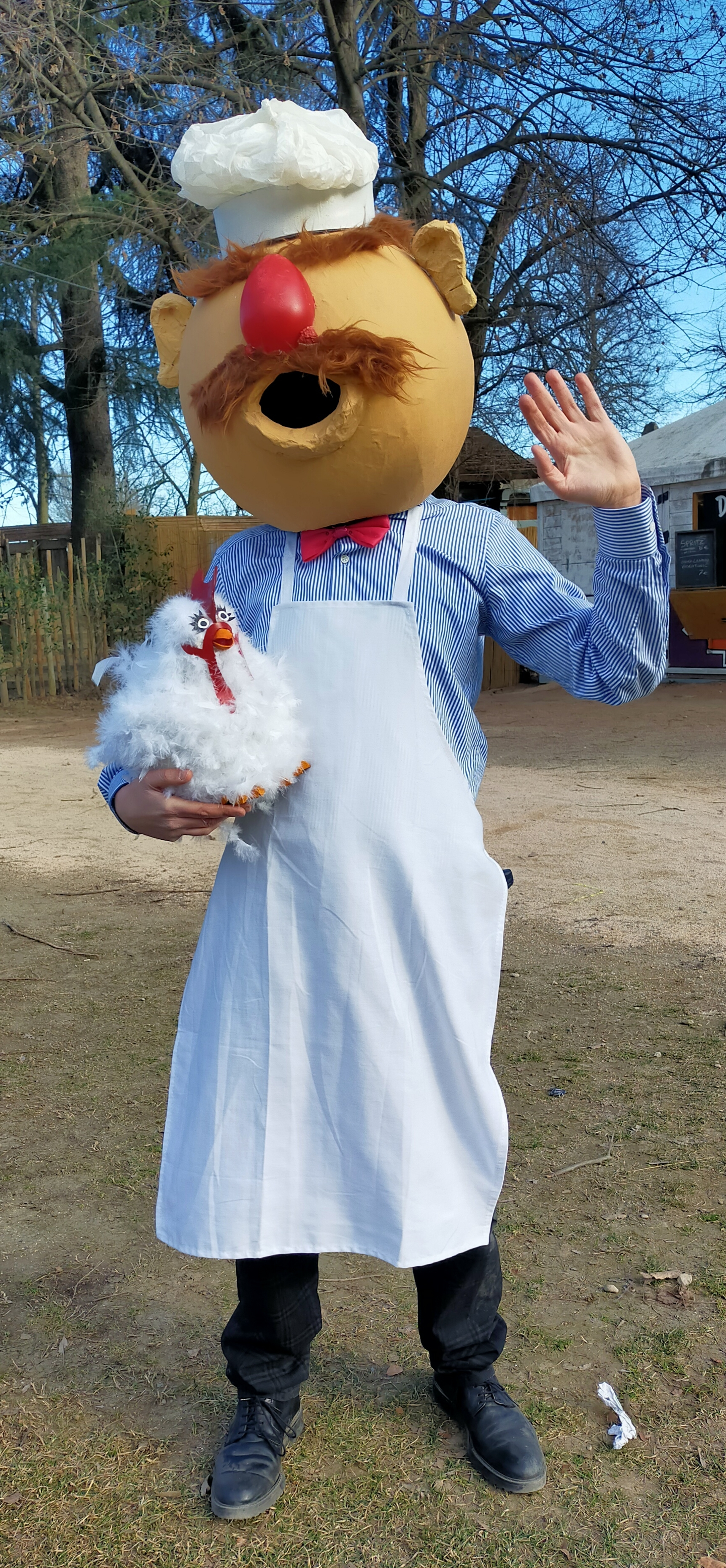
Cosplay del Cuoco Svedese

Uno chef che parla in finto svedese e si serve di metodi per nulla ortodossi per cucinare i suoi piatti. Il Cuoco Svedese è ispirato ai burattini per le dita ed era originariamente animato da Jim Henson (che dava la voce al personaggio e muoveva la sua testa) e Frank Oz (che muoveva le mani). Oggi è invece animato da Bill Barretta. Compare per la prima volta in The Muppet Show: Sex and Violence.

### Camilla
Una gallina con febbre da fieno di cui Gonzo è innamorato. Camilla fa molte apparizioni nel Muppet Show e nei film dedicati ai Muppet, come I Muppet alla conquista di Broadway, ove va in iperventilazione dopo aver attaccato un nemico, ed Ecco il film dei Muppet, dove è la fidanzata di Gonzo. Ella è anche apparsa in speciali televisivi come A Muppet Family Christmas, dove partecipa a una riunione di famiglia organizzata dal Cuoco Svedese, e viene sedotta da un tacchino. In Muppet Babies Camilla è il peluche di Baby Gonzo. Appare invece nei panni di un partner in affari del Muppet blu nel film I Muppets, dove lei e le sue amiche galline cantano Forget You. Nel musical The Muppets' Wizard of Oz, Gonzo dichiara di essere fidanzato con Camilla, benché quest'ultima non appaia in tale pellicola. La gallina viene doppiata in originale da Frank Welker, Dave Coulier e Russi Taylor e in italiano da Francesco Vairano e Barbara Sacchelli.

### Bobo l'orso
Un imponente orso bruno maldestro e il più delle volte affettuoso. Fa molte apparizioni, a volte in qualità di personaggio principale e a volte secondario, in vari media del franchise dei Muppet. In Muppets Tonight è una guardia di sicurezza, mentre in I Muppets venuti dallo spazio prende il nome di Renfro. Compare anche nello speciale televisivo A Muppets Christmas: Letters to Santa, ove è un membro del personale di sicurezza di un aeroporto con Nathan Lane. Nel film I Muppet è uno scagnozzo del magnate del petrolio Tex Richman (Chris Cooper), che vuole demolire il Teatro dei Muppet per raccogliere il petrolio che si trova alle sue fondamenta. Nonostante in questo film svolga il ruolo di antagonista, Bobo non sembra essere del tutto consapevole del piano di Richman e chiede a Uncle Deadly se i due stanno "dalla parte dei cattivi". Appare anche nel finale insieme alle showgirl di Richman mentre i protagonisti cantano Life's a Happy Song. Nella serie I Muppet è il responsabile del backstage nonché direttore di scena del talk show Up Late with Miss Piggy. Viene doppiato da Bill Barretta e in italiano da Nino Prester (in I Muppets venuti dallo spazio), Claudio Fattoretto (in I Muppet) e Leslie La Penna (dal 2015).

### Uncle Deadly
Uno spettro che si aggira nel Teatro dei Muppet e il cui aspetto è quello di un sinistro rettile blu. Appare per la prima volta insieme a Vincent Price nell'episodio 119 del Muppet Show. Durante la puntata numero 121, Kermit è scettico quando viene a sapere che altri hanno visto un fantasma con i loro occhi, questo fino a quando Uncle Deadly fa la sua comparsa e dichiara di essere stato "ucciso dai critici" dopo aver recitato nei panni di Otello molti anni fa. Uncle Deadly ha cantato alcuni brani, fra cui You're Just in Love con Ethel Merman e Sheik of Araby, e si è esibito negli sketch del Muppet Melodrama con Miss Piggy e Wayne nella terza stagione. Esordisce al Tonight Show nel 1979, mentre nella serie TV del 2015, in Ecco i Muppet e negli spettacoli dal vivo tenuti all'Hollywood Bowl e all'O2 Arena, gestisce il guardaroba di Miss Piggy. Uncle Deadly è anche un personaggio minore e secondario di vari film, fra cui Ecco il film dei Muppet, I Muppet alla conquista di Broadway e I Muppet, dove appare nelle scene finali insieme agli altri personaggi. In I Muppet lui e Bobo sono gli scagnozzi del magnate del petrolio Tex Richman. Tuttavia, quando Uncle Deadly si accorge delle cattive intenzioni di Richman, il rettile si allea con gli altri Muppet e ostacola il suo padrone. Uncle Deadly appare in seguito in Muppets 2 - Ricercati mentre suona l'organo al matrimonio di Miss Piggy. Nel canale ufficiale di YouTube dei Muppet, sono presenti vari video in cui Uncle Deadly fa brevi monologhi. Uncle Deadly è doppiato da Matt Vogel e in italiano da Saverio Indrio.

### Clifford
Un amichevole umanoide con i dreadlock e che spesso porta gli occhiali da sole, originariamente bassista dei Solid Foam. Clifford è, assieme ai protagonisti del Muppet Show, l'unico personaggio apparso con una certa frequenza in altri media dedicati ai Muppet in seguito alla fine del programma Jim Henson Hour. Nel 1990 è apparso assieme agli Electric Mayhem nello speciale televisivo The Muppets at Walt Disney World, ove ha suonato il glockenspiel, il tamburello e i campanacci. Mesi dopo è poi ricomparso nello speciale The Muppets Celebrate Jim Henson, in cui ha letto una delle lettere dei fan dedicate alla morte di Jim Henson. Clifford ha anche fatto apparizioni all'Arsenio Hall Show. Dal 1996 al 1998, Clifford è diventato il presentatore di Muppets Tonight, ove, oltre ad avere la testa leggermente più grande, non indossa più gli occhiali da sole, e ha un abito più formale con cravatta al posto della camicia hawaiana. Dal momento che il burattinaio di Clifford Kevin Clash non apprezza gli occhi del suo personaggio, ha dichiarato, durante una convention di fan dei Muppet del 2001, che gli avrebbe fatto indossare sempre gli occhiali. Clifford appare anche in I Muppet venuti dallo spazio e The Muppets' Wizard of Oz. Clifford è doppiato da Kevin Clash.

### Bean Bunny
Un coniglietto apparso per la prima volta nello speciale della HBO The Tale of the Bunny Picnic, ove è il protagonista. Appare anche in Muppet Babies, l'attrazione Muppet*Vision 3D presso Disney's Hollywood Studios, The Jim Henson Hour, e ha fatto dei cammei in Festa in casa Muppet e I Muppet Venuti dallo spazio. Bean Bunny è stato progettato da Diana Dawson-Hall e costruito da Rollie Krewson. Viene doppiato da Steve Whitmire, Dave Coulier e in italiano da Francesco Vairano.

### Beauregard
Addetto alle pulizie e macchinista che lavora dietro le quinte del Muppet Show. Beauregard esordisce durante la terza stagione del programma, e indossa una camicia a quadri, una giacca grigia (che smette di portare a partire dalla stagione seguente) e porta sempre con sé una scopa che ha chiamato "Belleregard". A volte lo si vede collaborare con Beaker. Nonostante il suo animo gentile, Beauregard è parecchio tonto e combina guai. Altri tratti che caratterizzano il personaggio sono la sua forza sovrumana (riesce infatti a sollevare incudini, divani e pianoforti senza alcuna fatica) e la sua tendenza a voltarsi in direzione della telecamera e dire la parola "giusto". Nel libro Of Muppets and Men, Goelz spiega che Beauregard era basato sul maldestro porcospino Wendell di Emmet Otter's Jug-Band Christmas. Stando alle fonti, il motivo principale per cui Beauregard non è mai diventato una star è l'eccessiva passività del personaggio e la totale mancanza di aspirazioni che avrebbero reso difficile scrivere una scenografia per lui. Beauregard è apparso in molti sketch comici o mentre è intento a svolgere le sue mansioni apparendo accidentalmente sul palcoscenico durante la messa in onda del programma. Il personaggio appare in seguito anche in Giallo in casa Muppet, ove svolge il ruolo di un tassista e conduce Kermit e Fozzie all'Hotel Felicità, e nello speciale The Muppets at Walt Disney World, dove fa andare Miss Piggy sulle giostre. L'inserviente fa anche dei cammei in I Muppet alla conquista di Broadway,
Muppets Tonight, The Muppets: A Celebration of 30 Years e It's a Very Merry Muppet Christmas Movie. Nel film I Muppet Scooter scopre che Beauregard vive in un armadietto del Teatro dei Muppet convinto che il Muppet Show viene ancora trasmesso, mentre nel seguito Muppets 2 Beauregard è l'ingegnere del treno su cui i protagonisti viaggiano durante il loro tour. Beauregard viene doppiato da Dave Goelz.

### Harry
Un pirotecnico folle e ossessionato dagli esplosivi. Harry ha capelli e barba neri e spettinati e grandi occhi a forma di uovo. Porta sempre con sé dei detonatori nascosti che spesso attiva inaspettatamente. Appare per la prima volta nello speciale The Muppets Valentine Show. Più tardi compare durante la prima stagione del Muppet Show, ove è protagonista di varie gag in cui si serve dei suoi esplosivi: in una puntata, ad esempio, attiva delle cariche esplosive a ritmo di musica mentre delle coriste cantano Chanson d'amour, distruggendo così il palco e facendo scappare le stesse. In un'altra occasione, duetta con Jean Stapleton in I'm Just Wild About Harry, attivando delle esplosioni alla fine di ogni verso della canzone. In alcuni dei primi episodi della prima stagione, si vede Harry suonare il triangolo nell'orchestra. Harry fa anche la sua comparsa in Ecco il film dei Muppet, ove assiste al film proiettato nel corso di tutta la pellicola, e I Muppet alla conquista di Broadway, dove è uno degli invitati a un matrimonio. Nel 2009, fa anche una comparsa nel videoclip della cover dei Muppet di Bohemian Rhapsody. Due anni dopo compare in I Muppet, dove demolisce il volto di Lincoln scolpito sul monte Rushmore, mentre nel seguito Muppets 2 un criminale si serve dei suoni delle esplosioni di Harry per raggiungere i suoi scopi. Harry riappare ancora in uno spot della Toyota Highlander, dove spara Gonzo a mo' di palla di cannone fuori dal tettuccio apribile della vettura. Vi è una probabile allusione a Harry nel romanzo Blood Rites di S. J. Rozan, in quanto si parla di "un Muppet bolscevico con la dinamite". Viene doppiato da John Lovelady, Jerry Nelson e Matt Vogel.

### Johnny Fiama e Sal Minella
Un duo composto da Johnny, un umanoide verde in abiti eleganti, e Sal, uno scimpanzé con un abito giallo e guardia del corpo di Johnny. Apparsi inizialmente in Muppets Tonight, Johnny e Sal fanno altre sporadiche apparizioni in I Muppet venuti dallo spazio, ove tagliano senza permesso la torta destinata ai Muppet alieni e fingono di non averlo fatto quando scoprono che Gonzo ne rimane infastidito, e in It's a Very Merry Muppet Christmas Movie, in cui i due si scambiano dei regali e dove Johnny canta Jingle Bells e tenta di rallegrare Kermit con altri personaggi. In The Muppets' Wizard of Oz Sal è una delle scimmie della strega (impersonata da Miss Piggy). Johnny Fiama è ispirato a Frank Sinatra, il suo nome allude a Johnny Fontane de Il padrino e il cognome è un anagramma di "mafia". Johnny è doppiato da Bill Barretta e Steve Whitmire, mentre la voce di Sal è quella di Brian Henson.

### Lew Zealand
Un Muppet antropomorfo con la pelle gialla, baffi e capelli castani, e abiti circensi rossi e bianchi. Dichiara di essere specializzato nel "lancio dei pesci-boomerang" in quanto "sono le uniche cose che ritornano indietro" durante i suoi numeri. Inizialmente usato come Muppet di contorno, Lew viene presentato per la prima volta in un episodio della terza stagione del Muppet Show in cui cerca di promuovere il suo numero dei pesci boomerang. Sebbene le sue esibizioni hanno spesso conseguenze disastrose, durante l'episodio Marisa Berenson usa uno dei suoi "pesci-boomerang" per evitare che Kermit si sposi realmente con Miss Piggy durante uno sketch in cui i due avrebbero simulato delle nozze. In Leslie Uggams Lew consiglia alla cantante di usare una sogliola o un halibut per specializzarsi nel lancio dei pesci; in una scenetta della puntata Lynn Redgrave, Lew impersona uno dei compagni di Robin Hood. Lew appare in molti film quali Giallo in casa Muppet, I Muppet alla conquista di Broadway, Festa in casa Muppet,  I Muppet nell'isola del tesoro, I Muppet venuti dallo spazio, I Muppet e Muppets 2. La testa e il corpo di Lew sono stati creati da Dave Goelz e Amy van Glider. Jerry Nelson sostiene che Lew è un omaggio al comico e attore Frank Fontaine e che il personaggio "ha una voce stupida, ma bellissima, eppure non lo abbiamo mai fatto cantare e ci siamo limitati a fargli fare i numeri dei pesci volanti. È protagonista di alcune scenette a dir poco ridicole: alcuni di quelle potrebbero essere fra le più stupide di tutti i tempi." Il nome di Lew Zealand è una combinazione di "Nuova Zelanda" e "Lew Grade", il nome del co-produttore del Muppet Show. Lew viene doppiato da Bill Barretta, Steve Whitmire, Jerry Nelson e Matt Vogel, mentre le sue voci italiane sono state Franco Latini, Francesco Vairano e Ivan Andreani.

### Link Hogthrob
Maiale ottuso, molto sicuro di sé e machista, e parodia dei protagonisti stereotipati. Ha i capelli biondi ondulati, un mento marcato e indossa una tuta viola e argento. Nel Muppet Show è il capitano della "Porconave", la nave spaziale della gag ricorrente Maiali nello spazio. La boria di Link lo spinge spesso a litigare con Miss Piggy, la co-protagonista dello sketch. Tuttavia a differenza del dottor Julius, apparso quasi esclusivamente in Maiali nello spazio, Link è protagonista di altri sketch del Muppet Show, fra cui alcuni interventi canori (durante i quali ha cantato, ad esempio, Sonny Boy o Là ci darem la mano) e lo si vede a volte in mezzo ad altri Muppet dietro le quinte. A partire dalla terza stagione dello spettacolo, Link è il capo della polizia degli sketch Bear on Patrol, ove la sua stupidità mette in difficoltà Fozzie. Più tardi, il personaggio diviene uno dei pochi Muppet apparsi regolarmente durante il programma The Jim Henson Hour. Dopo il 1990, anno della morte di Jim Henson, che dava la voce al personaggio, si è deciso di rendere Link un personaggio minore o comparsa e di non farlo parlare per alcuni anni. Il Muppet è anche apparso in varie pellicole (Festa in casa Muppet, I Muppet nell'isola del tesoro, I Muppet venuti dallo spazio, I Muppet, Muppets 2, ove dialoga con Usher), programmi televisivi (Muppets Tonight, Jim Henson's Little Muppet Monsters, Muppet Babies) e videogiochi (Muppet RaceMania, Muppets Party Cruise, che sarebbero i primi media in cui è doppiato in seguito alla morte di Henson). Link viene doppiato da Steve Whitmire e Jim Henson.

### Marvin Suggs
Musicista con la pelle blu con un abito multicolore. Egli sa suonare uno strumento che prende il nome di "Muppafono", composto da alcuni pupazzi colorati allineati (doppiati da Jerry Nelson) che, se colpiti con delle bacchette, emettono un suono corrispondente a una nota musicale. In un episodio del Muppet Show, Marvin viene criticato in quanto il suo strumento inciterebbe alla violenza, e proprio per questo viene punito da uno sciamano, che trasforma la testa del musicista in un "Muppafono". Qualcuno ha correlato tale scenetta allo sketch Arthur Ewing and His Musical Mice dei Monty Python. Marvin apparirà anche nel film I Muppet e in Muppets 2. Il personaggio è stato progettato da Rollie Krewson ed è doppiato da Eric Jacobson e Frank Oz.

### Giornalista
Professionale ma sfortunatissimo giornalista senza nome del Muppet Show. Viene introdotto durante la prima stagione, dove intervista le celebrità. A partire dalle stagioni successive, diviene il protagonista di una serie di gag dove è costantemente vittima delle bizzarrie e calamità che annuncia. Il giornalista è doppiato e/o controllato da Jim Henson, Richard Hunt, Jerry Nelson, Brian Henson, Steve Whitmire, ed Eric Jacobson, mentre in Italiano è doppiato da Raffaele Uzzi.

### Pops
Anziano portiere del Teatro dei Muppet. Saluta le celebrità della settimana in ogni episodio della quinta stagione per poi riapparire nei panni del direttore dell'Hotel Felicità in Giallo in casa Muppet e fare altre sporadiche comparse. Pops è doppiato da Jerry Nelson e in italiano da Sandro Pellegrini e Bruno Alessandro.

### Robin la rana
Giovane ranocchia e tenero nipote di Kermit. Robin ama trascorrere del tempo con suo zio Kermit, Sweetums e un gruppo di rane scout. Appare per la prima volta ne Il principe ranocchio nei panni di "sir Robin". Successivamente, in due episodi diversi del Muppet Show, canta Halfway Down the Stairs e altri Muppet assieme a Bernadette Peters tentano di sollevargli il morale per il fatto che si sente troppo piccolo di statura cantando Just One Person. Robin fa molte ma brevi apparizioni in film del franchise come Ecco il film dei Muppet, Festa in casa Muppet (nei panni del Piccolo Tim), Muppet Classic Theater e I Muppet venuti dallo spazio, così come in vari speciali come John Denver and the Muppets: A Christmas Together e nella serie animata Muppet Babies, dove ha le fattezze di un girino che vive dentro una boccia di vetro. Robin viene doppiato da Jerry Nelson e in italiano da Fabrizio Mazzotta.

### Sweetums

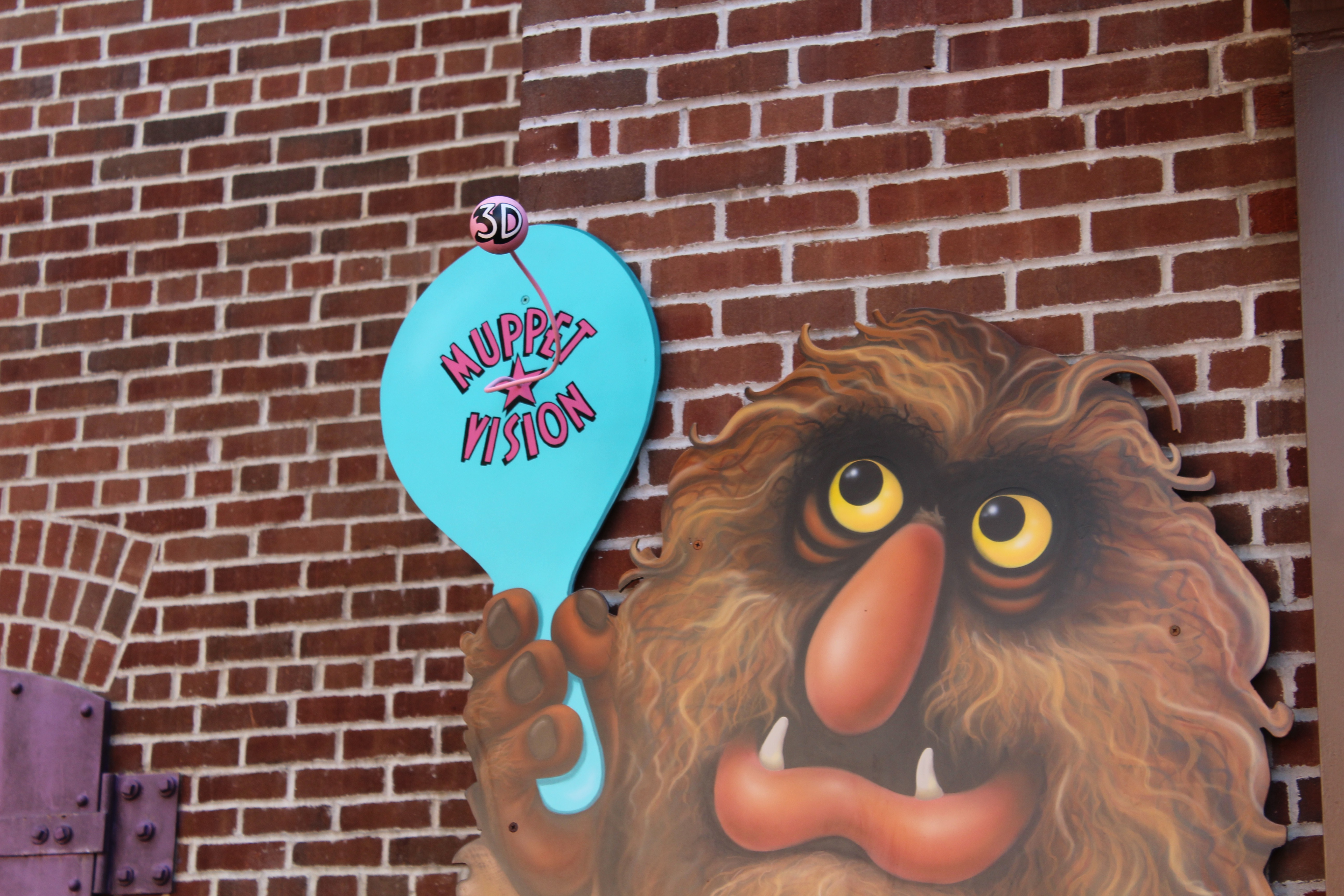
Cartonato raffigurante Sweetums

Un imponente orco dalla peluria marrone e grandi canini che indossa sovente una camicia consunta. Nonostante l'aspetto temibile, Sweetums è molto amichevole e gentile. Appare ne Il principe ranocchio nei panni di un antagonista. In seguito, si scopre che è un grande amico di Robin, il nipote di Kermit e in una circostanza duetta con quest'ultimo. Più tardi lo si vede in Ecco il film dei Muppet, dove rincorre i protagonisti che vanno a Hollywood. Riapparirà anche negli altri film del franchise ed è l'unico personaggio animato da un attore in carne ed ossa nell'attrazione Muppet*Vision 3D (gli altri personaggi sono infatti tutti animatroni). Inoltre è un personaggio ricorrente della serie TV I Muppet e appare in una puntata di Statler e Waldorf: From the Balcony. Sweetums è stato inizialmente impersonato da Jerry Nelson e, in un secondo momento, da Richard Hunt. A causa di problemi di salute, Hunt è stato rimpiazzato da John Henson, figlio di Jim. Sweetums viene doppiato da Richard Hunt, Matt Vogel, John Henson e Carl Banas, e in italiano da Mario Bombardieri.

### Eliot Shag
Un cane antropomorfo che ha spesso recitato come personaggio di sfondo. Una volta che si è stancato di questo lavoro ha deciso di licenziarsi e di mettersi in proprio creando Dog City, una serie tutta sua dove ha creato il protagonista ispirandosi al suo miglior amico. Doppiato in originale da Garry Chalk e in italiano da Giorgio Melazzi.